# Guido Brunner
Guido Brunner (Madrid, 27 de mayo de 1930 - 2 de diciembre de 1997) fue un diplomático y político alemán que fue miembro de la Comisión Jenkins entre 1977 y 1981. 

## Biografía
Pasó su juventud e infancia entre Múnich y Madrid, donde se licenció en derecho en 1954. Posteriormente ampliaría sus estudios en la ciudad alemana.
Durante su estancia en la Universidad de Múnich participa en las juventudes del partido liberal Freie Demokratische Partei (FDP), del cual sería posteriormente afiliado. En los sesenta inicia su actividad diplomática siendo delegado de Alemania en las Naciones Unidas hasta 1968. En 1970 pasa a formar parte de la Oficina de Asuntos Exteriores de Alemania, ocupando diversos cargos hasta que en 1974 fue nombrado Secretario de ese organismo. Además fue jefe de la delegación alemana en la Conferencia sobre la Seguridad y la Cooperación en Europa realizada en Helsinki en julio de 1973.
En enero de 1977 es nombrado Comisario Europeo de Energía, Educación Investigación en la comisión presidida por Roy Jenkins. Ocupó ese cargo hasta enero de 1981, cuando fue elegido miembro del Senado de Berlín y alcalde de esta ciudad. Sin embargo, cinco meses después renunciaría para ser nombrado embajador en Madrid. Pese a dejar el cargo en 1992 no abandonó la ciudad española hasta su muerte. Durante su etapa como embajador se involucró en casos de corrupción, como comisiones ilegales de la empresa Seat.